# 徳川厚
德川 厚（とくがわ あつし、1874年（明治7年）9月2日 - 1930年（昭和5年）6月12日）は、日本の実業家、政治家、名望家。爵位は男爵。号は龍山。新字体で徳川 厚（とくがわ あつし）とも表記される。
東明火災海上保険（現在の日新火災海上保険）取締役、貴族院議員などを歴任した。

## 来歴

### 生い立ち
江戸幕府第15代将軍であった德川慶喜の四男として生まれた。母は側室の中根幸。小林与七郎のもとに預けられる。兄の夭折により、慶喜の事実上の長男として育てられた。1882年（明治15年）11月に9歳で德川宗家から分家し、華族に列した。なお、德川宗家自体の家督は、1868年の時点で既に慶喜から德川家達に譲られている。
1884年（明治17年）7月7日、華族令に伴って男爵に叙せられる。なお後年になって、慶喜が公爵に叙され新たに徳川慶喜家を興すが、こちらの家督は厚の弟である德川慶久が継いでいる。そのほかの弟には、徳川慶喜家から分家した德川誠や、勝海舟（伯爵）の家を継いだ勝精などがいる。

### 実業家として
1887年3月、弟・博（後の池田仲博）とともに静岡から東京に移り、4月、学習院に入学する。1888年7月、学習院を卒業する。1895年12月、旧越前福井藩主である松平春嶽の六女・里子と結婚する。1904年の第3回貴族院男爵議員選挙にて選出され、同年7月10日に貴族院議員に就任した。以来、1911年の第4回貴族院男爵議員選挙、1918年の第5回貴族院男爵選挙でも再選され、1925年7月9日まで貴族院議員を務めた。また、東明火災保険（後に東京海上火災に合併）取締役も務めた。1927年（昭和2年）5月、隠居し、長男・喜翰に家督を譲った。墓所は東京都台東区上野の寛永寺。

### ひき逃げ事件
1917年（大正6年）12月に運転免許状を取り、厚は自ら自動車を運転していた。1918年（大正7年）3月7日の夕方、帝国ホテルで食事をしてかなりの酒を飲んだ。帰途も自ら運転を行い、酩酊していたため自宅とは違う方向に走らせていた。煮豆屋の屋台にぶつかり、屋台を引いていた男が左大腿部に全治3週間の重傷を負った。厚はそのまま自動車を運転して現場を離れるも、通行人が警察に届けてほどなく取り押さえられる。厚は酩酊していてまともに返答できなかった。3月10日、警視庁は飲酒運転の廉で運転免許状の返納を命じる。16日、右側通行が道路取締役規則に違反しているとして、警視庁は10円の過料処分に付した。

## 人物
「趣味すこぶる広汎にして、競馬、撞球、銃猟、運動、絵画等何れも玄人の域に達する」と評された。
文学を好み龍山と号した。また、天理教徒でもあった。

## 家族
妻の里子（1878年 - 1955年）は、旧越前福井藩主・松平慶永の六女。子女は以下の5男2女である。
- 長男：德川喜翰（1897年1月21日 - 1938年5月10日） - 妻は白井新太郎の長女・美代子[8]。父の隠居を受け男爵となる。
- 次男：德川喜福（1898年4月16日 - 1972年11月20日） - 伯爵大木遠吉の娘・伸子と結婚、婿養子となり、大木姓となる
- 三男：德川喜好（1899年12月25日 - 1959年5月22日） - 徳川慶喜家概要参照。1930年に詐欺強盗罪で収監される[9]。
- 四男：德川喜知（1901年5月28日 - 1929年11月27日）
- 長女：徳川喜久子（1902年10月29日 - 1923年12月18日） - ※高松宮宣仁親王妃喜久子とは別人。
- 五男：德川喜堅（1907年10月2日 - 1971年12月11日） - 兄・喜翰の養子となり襲爵。
- 次女：德川喜和子（1910年10月31日 - 1997年8月21日） - 元夫は戸田豊太郎。華頂博信参照。子の徳川豊治はアルコール中毒とも言われ、養子縁組した日露混血の男が徳川光康を名乗る（徳川慶喜家の項参照）。